# Avibase
Avibase је исцрпна база података свих птица на свету, са преко 18 милиона уноса о 10.000 врста и 22.000 подврста птица, те информацијама о распрострањености, таксономији, синонимима на неколико језика итд. Сајт одржава Денис Лепаж и хостује Bird Studies Canada, канадски копартнер Бердлајф интернашонала. Avibase ради од 1992. године и нуди могућност проналаска и праћења разних врста птица за широку научну заједницу.
Дана 12. децембра 2016. године број уноса у ову светску базу података о птицама био је 18,2 милиона, а број посета од 24. јуна 2003. већи од 200 милиона. Сајт има додатак myAvibase (и eBird). Доступна је пријава и превод на око 20 језика.